# Yardani Torres Maiani
Pour les articles homonymes, voir Maiani (homonymie).
Yardani Torres Maiani est un violoniste et compositeur né en Andalousie en 1988.

## Biographie
Il commence ses études de musique sur la Costa del Sol puis au conservatoire de Malaga et grandit ensuite dans ce haut-lieu de la musique gitane que sont les Saintes-Maries-de-la-Mer en France. Après avoir obtenu son diplôme d’études musicales au conservatoire d’Avignon, il étudie à la Haute École de musique de Lausanne où il obtient le diplôme de Bachelor. En 2008 il étudie à la Menuhin Academy, où il reçoit les conseils d'Alberto Lysy et Bogdan Zvoristeanu notamment. Il suit ensuite l’enseignement du violon auprès de Marie-Annick Nicolas au Conservatoire de Genève où il obtient le diplôme de Master of Arts en interprétation musicale en 2011. La même année, il remporte le prix Henryk Szeryng.
« Voyageur en musique » selon ses propres mots, il a joué depuis dans de nombreuses salles en France et ailleurs, aux Flâneries musicales de Reims, au Festival international de Colmar, etc. Chaque année il se produit au festival d'Avignon.
En 2019, après avoir mené et participé à différents projets, comme Les Princes du Bac sauvage, Yardani Torres Maiani sort un premier opus de compositions originales pour sextet, intitulé Asteria, la Nuit étoilée, sur le label Harmonia Mundi. Le projet Asteria réunit six musiciens (violons, violoncelle, contrebasse, clavecin et guitare électrique), pour interpréter un flamenco réinventé avec des outils compositionnels issus de la musique classique,.
En 2017, Yardani Torres Maiani co-fonde le quartet Ytré en compagnie des guitaristes Raïlo Helmstetter et Engé Helmstetter, ainsi que du violoniste Tchatcho Helmstetter. Ils proposent ensemble un répertoire original ancré dans les musiques gitanes et le jazz manouche, mais qui s'affranchit néanmoins de cet héritage au profit d'une esthétique personnelle. Le premier disque de l'ensemble est sorti en 2020.
En 2019, Yardani démarre un projet en duo avec le violoniste et compositeur Marc Crofts. Intitulé Falsetas, le duo s'inscrit dans la continuation d'Asteria et vise à poursuivre la recherche autour des cordes flamenco, avec la mise en place d'un vocabulaire propre au violon flamenco.
Yardani se produit également en duo avec la violoncelliste Natalie Forthomme, ainsi qu'avec l'accordéoniste et altiste Guillaume Leroy.
Il a collaboré avec de nombreux musiciens comme Luis de la Carrasca, Negrita, Francis Lalanne, Philippe Graffin, Guy Touvron et l'orchestre de Minsk, etc.
Parallèlement, Yardani poursuit une activité de compositeur intensive, avec des pièces dédiées à différents musiciens et ensembles, comme l'ensemble Primrose en 2019.
En février 2019 il a donné une masterclasses au Conservatoire royal de Liège.

## Discographie
- 2020 : Ytré, New Nabab productions
- 2019 : Asteria, La Nuit étoilée, label Harmonia Mundi
- 2014 : Tesoros Humanos, avec Luis de la Carrasca
- 2010 : Les Princes du Bac sauvage, Sur les chemins de Compostelle